# Hajiabad-e Bozorg
Hajiabad-e Bozorg (persiska: حاجی‌آباد بزرگ), eller bara Hajiabad (حاجی‌آباد), är en by i Iran. Den ligger i provinsen Kurdistan, i den nordvästra delen av landet, 1 865 meter över havet.
Närmaste större samhälle är Bolbanabad, 13 km åt norr.